# Josep Palau Busquet
Josep Palau Busquet (La Llacuna, Barcelona, 25 de septiembre de 1943 - Barcelona, 30 de abril de 2022) fue un futbolista español. Jugó de delantero y su primer club fue el CE Sabadell.

## Carrera
Comenzó su carrera en 1964 jugando para el CE Sabadell. Jugó para el club hasta 1968. En ese año se pasó al FC Barcelona, en donde se mantuvo jugando hasta 1969. Ese año regresó al CE Sabadell, en donde se mantuvo jugando hasta 1975. En ese año se fue al Terrassa FC, su último equipo. Se retiró en el año 1976.

## Clubes
| Club         | País   | Año       |
| ------------ | ------ | --------- |
| CE Sabadell  | España | 1964-1968 |
| FC Barcelona | España | 1968-1969 |
| CE Sabadell  | España | 1969-1975 |
| Terrassa FC  | España | 1975-1976 |